# Sarah Chatto
Lady Sarah Chatto (született: Sarah Frances Elizabeth Armstrong-Jones; London, 1964. május 1. –) Antony Armstrong-Jones snowdoni gróf és Margit hercegnő egyetlen leánya, II. Erzsébet brit királynő unokahúga, VI. György brit király unokája.
Sarah Chatto jelenleg a 28. helyet foglalja el az Egyesült Királyság trónöröklési rendjében. 

## Fiatalkora
Lady Sarah Armstrong-Jones 1964. május 1-jén született a londoni Kensington-palotában. Apja Antony Armstrong-Jones snowdoni gróf, anyja Margit brit királyi hercegnő. Anyja révén II. Erzsébet királynő unokahúga, VI. György brit király unokája, a Windsor-ház tagja.
A Camberwell művészeti középiskola után a Middlesex Egyetemen tanult. Festő, 2004. óta a londoni Királyi Balett védnöke.
Bár nem II. Erzsébet királynő leszármazottai, de bátyjával, Daviddal együtt gyakran elkísérték a királynőt családi utazásaira, őket és gyermekeiket a királyi család minden rendezvényére meghívják. A karácsonyt minden évben a királyi családdal együtt a Sandringham House-ban töltik.

## Családja
1994. július 14-én ment feleségül Daniel Chattóhoz. Két gyermekük született:
- Samuel Chatto (London, 1996. július 28. - ), aki jelenleg a 25. helyet foglalja el a trónöröklési rangsorban.
- Arthur Chatto (London, 1999. február 5. - ), jelenleg a 26. a trónöröklési rangsorban.

## Címei
- 1964. május 1 - 1994. július 14.: The Lady Sarah Armstrong-Jones
- 1994. július 14. - : The Lady Sarah Chatto

## Külső hivatkozások
- Sarah Armstrong-Jones művei